# Сайфуддин аль-Фаруки
Шейх Мухаммад Сайфуддин Аль-Фаруки (1639—1684) — учёный ханафитского мазхаба, духовный наставник — муршид, является 26-м духовным звеном в золотой цепи преемственности шейхов тариката Накшбандийя. Он был сыном Мухаммада Масума и внуком Имама Раббани, его называли Фаруком, потому что он был из рода Умара асхаба. Его мюридом был даже Алемгир Эвренгзиб, внук императора Акбара Шаха. Его воспитанниками были Шах Аббас, Шейх Садреддин Суфи, Шейх Абуль-Касым, Шах Иса и Сейид Нур Мухаммад Бедаюни. Последний станет его преемником.

## Внешность
Он имел высокий рост. У него была темная кожа, красивое лицо и большие глаза. Он
носил бороду, которая была редкой по краю. Он был очень глубок в знаниях о явном и тайном и
был очень аскетичной и богобоязненной личностью. Выражение его лица было серьёзным и
внушающим доверие.

## Биография
Родился он в 1639 году в селении Сархинд, что между Дели и Лахором, современная Индия. Свои первые знания о религии приобрел в кругу семьи. А первым его учителем и
духовным наставником в тасаввуфе и тарикате стал его отец, Мухаммад Масум. После того как
он прошёл свой путь духовного становления сейр-у сулюк, отец направляет его для духовного
наставничества в Дели. Его текке становится центром духовного воспитания. Этот центр
переполнялся тысячами людей из самых разных слоев населения. Именно здесь получили
воспитание очень многие его преемники. Ветвь Муджаддидийя тариката Нашибандийя
распространилась до Афганистана, Туркестана, Ирака и Сирии. Дом его и текке становятся
пристанищем для нескончаемых посетителей, которые приезжают к нему целыми группами. Его
последователем становится даже Алемгир Эвренгзиб, внук Акбар Шаха, который в своё время
боролся против его деда Имама Раббани. Это явилось плодом усилий Имама Раббани и его сына
Мухаммада Масума. Султан Алемгир, который был воспитан в духе богобоязненности, после
примкновения к Сейфуддину Серхинди становится причиной следования за ним многих
государственных деятелей и везирей, которые также как и он, пройдя через путь тариката. Мухаммад Сейфуддин, воспитав большое количество преемников, умер в 1684 году в
Серхинде и там похоронен.

## Взаимоотношения с султаном
Став последователем Сейфуддина Серхинди, султан Алемгир Эвренгзиб быстрыми темпами
преодолевает путь, освещенный шейхом. Благодаря ему, в стране царит справедливость. А сам он
в своем правлении старается во всем следовать сунне Мухаммада и походить на праведных халифов. Иными словами, султан полностью отдался
духовному влечению. Несмотря на преклонный возраст, выучил наизусть Коран. Он не спит по
ночам и находится в постоянном поминании, размышлениях и поклонении. И очень скоро от
степени «латаиф» переходит к степени «ахфа». Когда же он замечает, что на него нисходят
некоторые особые духовные состояния, рассказывает о них Мухаммаду Сейфуддину. Тот, в свою
очередь, оказывает ему в этом свою духовную помощь и поддержку. Также об этом он сообщил
своему отцу Мухаммаду Масуму. Тот же, в свою очередь, заверяет сына, что все то, что
переживает сейчас султан, это — последствия духовного роста и предпосылки счастливого конца:
«Это великое благо, что, несмотря на своё величие, положение и всеобщее признание, султан
подчинился Всевышнему и примкнул к вам, за которое надо благодарить Господа». В III томе своей книги «Мактубат» Мухаммад Масум, в письмах с 221 по 227, которые он писал своему сыну,
говорится о той радости, которую он испытывает, видя насколько султан увлечен латаифами,
рабитой и зикром, и дается наставление султану выполнять принцип «амр биль-ма’руф ва нахи
аниль-мункар» (повелевать благое и удерживать от зла).
Из почтения к духовности шейха даже султаны и полководцы стояли в его присутствии по стойке смирно, не позволяя себе ни на миг присесть
О том, как Мухаммад Сейфуддин посетил примкнувшего к нему Алемгира Эвренгзиба в
его дворце рассказывается: «Шейх, придя во дворец шаха, увидел на стенах
множество картин. Он сразу же попросил, чтобы их сняли. Шах без всякого промедления покорно
снял картины. Затем во дворце состоялся долгий сохбет».
Мухаммад Сейфуддин был очень щепетилен в отношении принципа «амр биль-ма’руф ва
нахи аниль-мункар». Об этом качестве своего сына Мухаммад Масум говорит: «Где бы на
территории Индостана он ни услышал о зле или несправедливости, сразу же направлялся туда,
чтобы искоренить его. И в этом он не терпел промедления».

## О еде
Известно, что ежедневно в его доме готовилась пища на 1400 человек, каждый день у него гостили по 400—500 человек. Приготовленную пищу раздавали
Всем дервишам и посетителям. Однажды один из посетителей спросил его:
«Разве не „киллет таам“ (мало есть) является основой тариката? Вы так досыта кормите».
Шейх Сейфуддин ответил:
«На самом деле, недоедание лишает тело сил и делает его слабым. Шейхи нашего тариката
настаивали на том, что основой нашего пути являются „вукуф кальби“ и сохбет. И поэтому,
несмотря на то, что особое усердие в духовных тренировках и постоянное недоедание хоть и
могут явить некоторые сверхъестественные явления, мы не уделяем этому особого внимания».
Наша цель – постоянно быть в зикре, всецело устремляться к Аллаху, следовать сунне и заниматься тем,
что предписывается шариатом, и тем самым распространять нур и баракат.